# Belgão
Belgão (Belgaum) é uma cidade e uma corporação municipal no distrito de Belgão no estado de Carnataca, Índia. É também a quarta maior cidade do estado de Carnataca.